# Smith (cràter)
|  | Aquest article tracta sobre un cràter de la Lluna. Si cerqueu un cràter de Mart, vegeu «Smith (cràter marcià)». |

Smith és un cràter d'impacte que s'hi troba dins de l'enorme plana emmurallada del cràter Apollo, a la cara oculta de la Lluna. Aquest cràter està unit a la vora exterior oest-sud-oest d'Scobee i supera la vora nord de l'anell interior de muntanyes situat dins d'Apollo. Al nord s'hi troba Barringer.

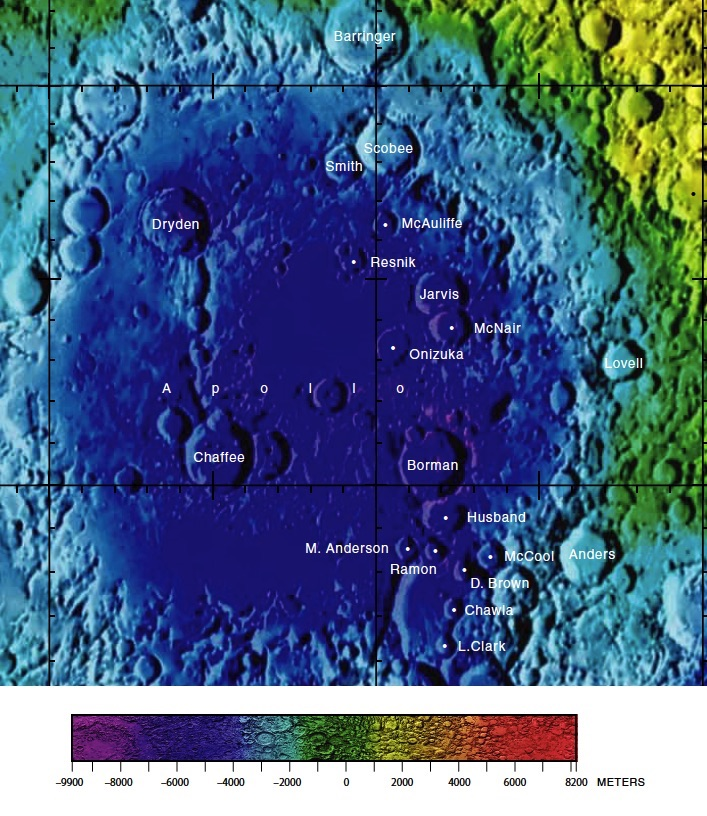
Localització d'Smith a l0interior d'Apollo (terç central superior de la imatge)

Aquest cràter és aproximadament circular i en forma de cove, amb una vora exterior lleugerament desgastada. A la part nord del cràter s'hi troben algunes acúmuls de roques a la base de la paret interior. El sòl interior manca relativament de trets distintius, amb un petit pujol en el punt central del cràter.

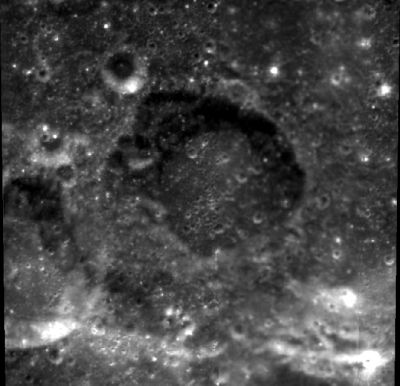
Fotografia de la missió Clementine (1994)

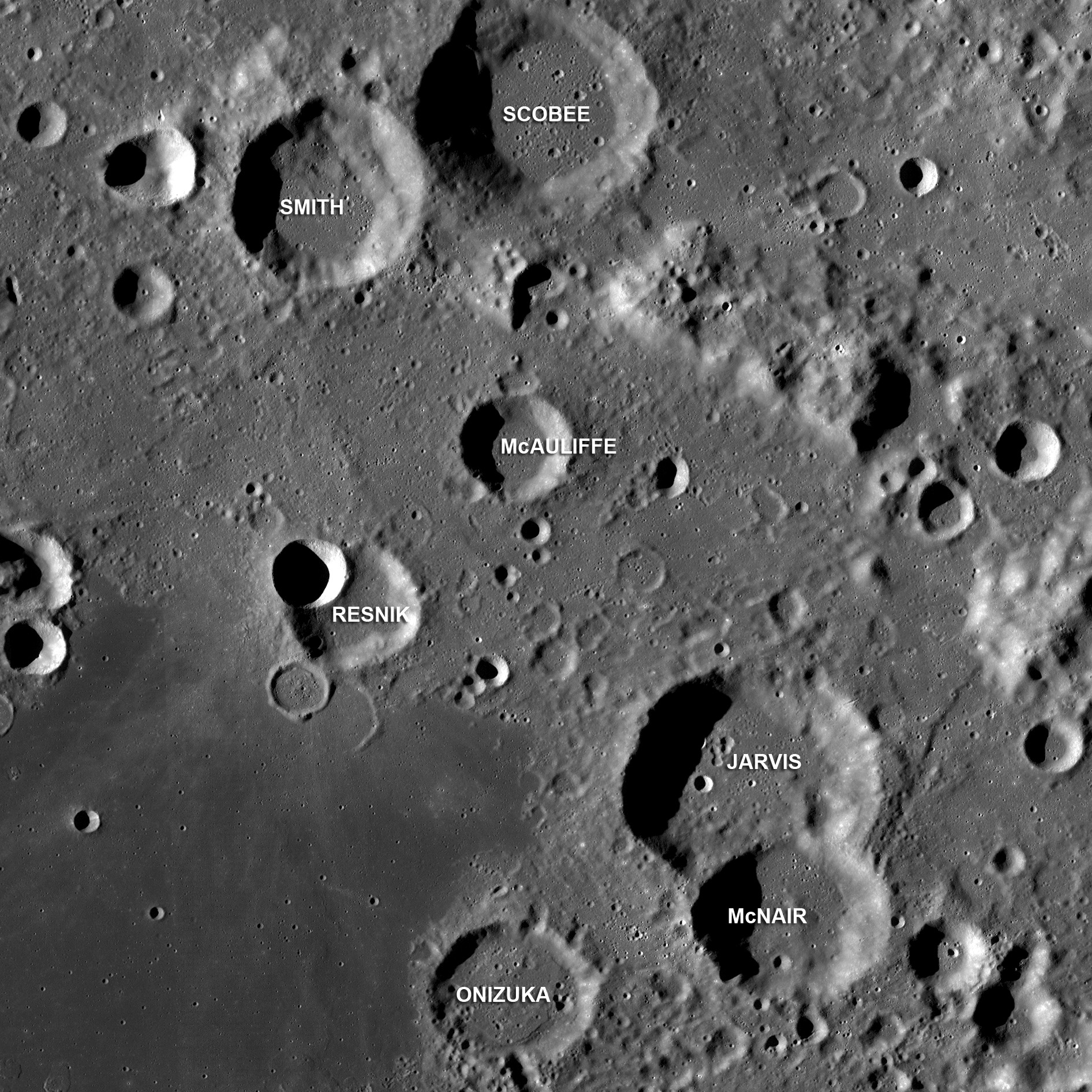
Entorn de Smith. Fotografia de la missió LRO

## Altres referències
- (WGPSN), IAU Working Group for Planetary System Nomenclature. «Gazetteer of Planetary Nomenclature. 1:1 Million-Scale Maps of the Moon» (en anglès).  UAI / USGS, 13-02-2013. [Consulta: 6 abril 2016].
- Andersson, L. E.; Whitaker, E. A.,. NASA Catalogue of Lunar Nomenclature (en anglès).  NASA RP-1097, 1982.
- Blue, Jennifer. «Gazetteer of Planetary Nomenclature» (en anglès).  USGS, 25-07-2007. [Consulta: 2 gener 2012].
- Bussey, B.; Spudis, P.. The Clementine Atlas of the Moon (en anglès).  Nueva York: Cambridge University Press, 2004. ISBN 0-521-81528-2.
- Cocks, Elijah E.; Cocks, Josiah C.. Who's Who on the Moon: A Biographical Dictionary of Lunar Nomenclature (en anglès).  Tudor Publishers, 1995. ISBN 0-936389-27-3.
- McDowell, Jonathan. «Lunar Nomenclature» (en anglès).   Jonathan's Space Report, 15-07-2007. [Consulta: 2 gener 2012].
- Menzel, D. H.; Minnaert, M.; Levin, B.; Dollfus, A.; Bell, B. «Report on Lunar Nomenclature by The Working Group of Commission 17 of the IAU» (en anglès). Space Science Reviews, 12, 1971, pàg. 136.
- Moore, Patrick. On the Moon (en anglès).  Sterling Publishing Co, 2001. ISBN 0-304-35469-4.
- Price, Fred W. The Moon Observer's Handbook (en anglès).  Cambridge University Press, 1988. ISBN 0521335000.
- Rükl, Antonín. Atlas of the Moon (en anglès).  Kalmbach Books, 1990. ISBN 0-913135-17-8.
- Webb, Rev. T. W.. Celestial Objects for Common Telescopes, 6ª edición revisada (en anglès).  Dover, 1962. ISBN 0-486-20917-2.
- Whitaker, Ewen A. Mapping and Naming the Moon (en anglès).  Cambridge University Press, 2003. 978-0-521-54414-6.
- Wlasuk, Peter T. Observing the Moon (en anglès).  Springer, 2000. ISBN 1-85233-193-3.